# Geschichte der Havel-Oder-Schifffahrt
Die Geschichte der Havel-Oder-Schifffahrt begann im 16. Jahrhundert, wobei anzunehmen ist, das es schon viel früher Warentransporte auf den vorhandenen Gewässern gegeben hat. Sie schließt einige größere und viele kleinere Baumaßnahmen ein, in denen sowohl zwischen Havel und Oder verschieden trassierte Kanäle erstellt als auch die Schiffbarkeit der Flüsse, bevor sie Spandau bzw. Stettin erreichten.

## Direkte Verbindung mit dem Finowkanal
Die älteste Havel-Oder-Verbindung ist der Finowkanal zwischen Liebenwalde an der Havel und dem Oderbruch (Alte Oder) bei Niederfinow. Auf etwa der Hälfte seiner Strecke wird von ihm die zur Oder fließende Finow benutzt. Er wurde schon 1540 von Kurfürst Joachim II. entworfen, aber erst ab 1605 gebaut und 1620 von Kurfürst Georg Wilhelm eingeweiht. Während des Dreißigjährigen Krieges wurde er schon wieder zerstört und verfiel.
In der Mitte des 18. Jahrhunderts wurde er im Auftrag von König Friedrich II. mit zusätzlichen Schleusen in der unteren Finow, sonst aber auf derselben Trasse wiederaufgebaut.
Kurze Zeit später wurde er durch den Lieper See und den anschließenden Oderberger See umgelenkt und erst danach wieder an die (Alte) Oder angeschlossen,  um die tiefsten Stellen im unteren Oderbruch zu umgehen. Auch noch zur Zeit Friedrichs II. wurden die Schifffahrt in der Havel unterhalb von Liebenwalde durch den Bau von Schleusen in Liebenwalde und Dusterlake und die Wasserversorgung des Finowkanals aus der Havel über den zur Faulen Havel bei Liebenwalde parallel gebauten  Voßgraben  verbessert.

## Ausbau des Finowkanals und Bau zweier zusätzlicher, zur Havel paralleler Kanäle
Im ersten Drittel des 19. Jahrhunderts wurden zwei Seitenkanäle an der Havel gebaut:
- von Liebenwalde  bis nordwestlich  von Oranienburg der Malzer Kanal wegen der zu krümmungsreichen und im Sommer zu seichten  Havel,[7]
- im Südwesten von Oranienburg der Oranienburger Kanal wegen der für die Schifffahrt schwierigen Havelstrecke bei Oranienburg.[5]

Seit dieser Zeit existiert auch der die drei Kanäle zusammenfassende Name Oder-Havel-Kanal. Heute wird darunter dasjenige Teilstück der Havel-Oder-Wasserstraße (siehe unten) verstanden, das sich in etwa zwischen den damaligen Endpunkten von damals (Oranienburger Havel südlich von Oranienburg und Oder bei Hohensaaten) befindet, obwohl die Kanalführung fast vollständig anders ist.
Von der Havel selbst wurden nur ein kurzes Stück (Friedrichsthaler Havel) nordwestlich von Oranienburg und die Strecke von Pinnow (unterhalb Oranienburgs) bis Berlin benutzt. Am anderen Ende wurde die Oderhaltung des Finowkanals über eine Doppelschleuse (Aufstieg) an die Oder (Stromoder, schon zur Zeit Friedrichs II. erfolgter 25 km langer Durchstich östlich der sogenannten Oderinsel) angeschlossen. Wegen des sich stets steigernden Verkehrs bekamen die Schleusen im Finowkanal bis 1845 je eine zweite Kammer, und an den Schleusenstufen im Malzer (2 Stufen) und im Oranienburger Kanal (2 Stufen) wurde bis 1857 je eine zweite Schleuse gebaut. Die von den Schleusen im Finowkanal bestimmten Schiffsabmessungen wurden 1845 als Finowmaß standardisiert.
In dieser Zeit kam schon der Dampfschiffverkehr auf. Dafür, dass die Möglichkeiten der Dampfkraft recht genutzt werden können, ist diese Schiffsgröße aber zu klein, und die vorhandenen Kanäle sind unzulänglich.

## Neue Kanal-Trasse zwischen Havel- und Oderhaltung
Am Ende des 19. Jahrhunderts gab es den Plan, Berlin zu einen von der Ostsee aus erreichbaren Seehafen zu machen. Da er nicht wirtschaftlich zu betreiben gewesen wäre, wurde der Plan aufgegeben. Berlin konnte aber inzwischen von der unteren Havel her mit 600-Tonnen-Schiffen erreicht werden, was den Anstoß gab, die Havel-Oder-Verbindung ebenfalls auf diesen Standard zu bringen. Um sie anstatt nur mit den bisherigen Schiffen nach Finowmaß (großes Finowmaß: 270 Tonnen) befahren zu können, musste sie verbreitert und vertieft werden. Dieses Ziel (inkl. verkürzter Durchfahrtzeit mit weniger Schleusen) wurde mit dem 1914 teilweise eröffneten sogenannten Großschiffahrtweg Berlin–Stettin (heute: Havel-Oder-Wasserstraße) erreicht.
Dabei wurde eine fast vollständig neu trassierte und längere Scheitelhaltung angelegt. Diese beginnt schon südwestlich von Oranienburg und reicht bis vor den Abstieg zum Oderbruch. Vom Finowkanal wurde lediglich die Oderhaltung übernommen. Der Oranienburger Kanal ist nicht mehr enthalten, und vom Malzer Kanal ist nur ein mittleres Stück im neuen Wasserweg aufgegangen. Die Havelhaltung oberhalb von Berlin wurde bis zum Unterwasser der Lehnitzschleuse, in der der Aufstieg über knapp 6 Meter in die Scheitelhaltung erfolgt, verlängert (im oberen Teil vertieft). Für den Abstieg über 36 Meter in die Oderhaltung wurde eine vierstufige Schleusentreppe errichtet. 1934 wurde das hierzu parallele Schiffshebewerk Niederfinow fertiggestellt.

## Bau des Oder-Seiten-Kanals Hohensaaten-Friedrichsthaler Wasserstraße
Bei der Einweihung des Großschiffahrtweges Berlin–Stettin 1914 war die weitere Schifffahrt Oder-abwärts vorerst nur mit 400-Tonnen-Schiffen auf dem Hauptstrom (Ostoder) möglich. Die geplante Verlängerung des für 600-Tonnen-Schiffe bereits geeigneten, 17 km langen Hohensaatener Vorflutkanals zum Hohensaatener Kanal bis Friedrichsthal zum gut schiffbaren, später Westoder  genannten Nebengewässer der Oder sollte 1920 fertiggestellt sein, verzögerte sich wegen des Ersten Weltkriegs und der davon ausgehenden Inflation aber bis 1930.
Der schon zwischen 1848 und 1859 zur Verbesserung der Entwässerung des Oderbruchs unter Nutzung von Nebenarmen der Oder gebaute Hohensaatener Vorflutkanal verband die Alte Oder bei Hohensaaten mit dem Hauptstrom bei Stützkow. Mit dem  bis Friedrichsthal reichenden Hohensaatener Schifffahrtskanal wurde auch die Vorflut aus dem Oderbruch verbessert, weil an seinem Ende der Niveau-Unterschied zwischen dem Hauptstrom und ihm fast beseitigt ist.

## 1945 bis heute

### Die Zeit bis 1990
«Fast alle Brücken über die Havel-Oder-Wasserstraße waren nach  dem … [ zweiten Weltkrieg ] … zerstört und versperrten mit ihren Trümmern den Schiffen den Weg. Auch die Wassertore [ in der Scheitelhaltung ] waren zerstört und betriebsunfähig.»
Besonders wichtig war die Wiederherstellung der Wassertore, um die Kriegsschäden in der östlichen Dichtungsstrecke der Scheitelhaltung zu beheben. Diese konnte 1953 für 7 Tage trockengelegt werden, wobei die Bomben- und Sprengtrichter und von der Schifffahrt verursachte Wühlstellen aufgefüllt und andere Reparaturen vorgenommen werden konnten.
«1954 ist das stark beschädigte Wehr Hohensaaten … [ vor der Schleuse zur Hohensaaten-Friedrichsthaler Wasserstraße ] … abgerissen und in alter Form wieder aufgebaut … worden.»
Am Anfang der 1960er Jahre war  wie schon einmal 1924 geplant, die Wasserstraße für 1000-Tonnen-Schiffe auszubauen. In der Scheitelhaltung hätte dafür der Wasserspiegel um 65 cm erhöht werden müssen, was aber nicht gelang. «Umgesetzt wurde schließlich eine moderate Hebung … um circa 15 cm.»
1985 musste ein Eirichtungsverkehr in der Dichtungsstecke der Scheitelhaltung eingerichtet werden, weil die zwar in der Vorkriegszeit mehrmals verstärkte Kanalauskleidung der erhöhten Beanspruchung (Schub- anstatt Schlepp-Verbände, größere Schiffe, Selbstfahrer) nicht mehr standhielt.
Die Schleusentreppe in Niederfinow wurde 1972 stillgelegt und das Schiffshebewerk musste 1984 umfangreich repariert und überholt werden (7 Monate außer Betrieb).
1986 bis 88 wurden die beiden (zur Hohensaaten-Friedrichsthaler Wasserstraße und zur Stromoder) baufälligen Schleusen in Hohensaaten durch Neubauten ersetzt.

### Die Zeit ab 1990
Nach der Deutschen Wiedervereinigung entfiel die innerdeutsche Teilung der Wasserstraße im Raum Berlin. In ihrem bisherigen Verlauf zwischen Berlin und der Grenze zu Polen an der West-Oder ging sie in den Bestand der Bundeswasserstraßen unter dem neuen Namen Havel-Oder-Wasserstraße ein. In den Verkehrsprojekten Deutsche Einheit (VDE) war die Havel-Oder-Wasserstraße nicht enthalten. Der Bundesverkehrswegeplan der Bundesregierung von 1992 sah ihren Ausbau für das Großmotorschiff und bis 135 Meter lange Schubverbände vor.
Der wegen Baufälligkeit der alten Schleuse Spandau erforderliche, 2002 fertiggestellte und Neubau führte dazu, dass der ursprüngliche Anfang der Wasserstraße von Berlin-Plötzensee nach Spandau verlegt wurde. Die neue Schleuse dort ist für das Großmotorschiff geeignet, die Schleuse Plötzensee behielt ihre alten Nutzmaße.
Der 1992 beschlossene Ausbau für Großmotorschiffe und lange Schubverbände ist noch nicht beendet
(Stand: 2024). Neben der Verbreiterung und Vertiefung des Kanals müssen auch alle Brücken über ihn erhöht (lichte Höhe 5,25 m für 2-schichtige Beladung mit Containern)  bzw. neu gebaut werden. Am Anfang standen dringende Sanierungen im Vordergrund. In der Dammstrecke der Scheitelhaltung gab es viele undichte Stellen, deren Beseitigung sich unter dem Projekt-Begriff Dammnachsorgemaßnahmen vom Ende der 1990er bis 2013 hinzog. 2011 konnte dann der wegen dieser Mängel schon 1985 eingeführte Richtungsverkehr aufgehoben werden. Die Gefahr von Dammbrüchen war jetzt stark kleiner geworden, sodass eins der drei Sicherheitstore – das Tor Lichterfelde – sogar abgebrochen werden konnte. Das Tor Pechteich am westlichen Ende der Dichtungsstrecke war schon bis 2006 durch einen Neubau ersetzt worden. Der Abbruch des Tores Eberswalde ist für die Zeit nach dem Ende des Kanalausbaus geplant.  
Von einem möglichen Bruch war vor allem die Kanalbrücke über die Eisenbahn bei Eberswalde betroffen, und sie hätte bald gesperrt werden müssen. Sie wurde durch einen Tunnel in einem parallelen und breiteren neuen Dammabschnitt ersetzt und nach dessen Fertigstellung 2006 abgebrochen. Die östlich anschließende und höchste Dammstrecke – der Ragöser Damm – wurde schon 1997 bis 1998 Im Rahmen der Dammnachsorgemaßnahmen nachgebessert, insbesondere durch beidseitigem Einbau von bis nahe Dammfuß reichende Spundwände und gleichzeitig an die geplante größere Kanalbreite angepasst, der Damm am Fuß verbreitert, dabei Durchlass der Ragöse verlängert wurde.  	
Im Sommer 2024 wurde der Ausbau des Kanals auf 55 m Breite und 4 m Tiefe über 7,5 km zwischen Marienwerder und dem Ragöser Damm bei Eberswalde Nord fertig. Damit sind von der etwa 49 km langen Scheitelstrecke inzwischen etwa 14,5 km modernisiert worden.
Zum 1992 beschlossenen Ausbau der Wasserstraße gehört auch das 2022 fertig gewordene größere Schiffshebewerk in Niederfinow (Troglänge 115 m). Es ersetzt das zu klein gewordene, rund 90 Jahre alte bisherige Hebewerk (Troglänge 85 m).